# شهر رنج
شهر رنج (ایتالیایی: La città dolente) یک فیلم درام ایتالیایی به کارگردانی ماریو بنارد است که در ۱۹۴۸ میلادی منتشر شد.
این فیلم در شصت و پنجمین جشنواره بین‌المللی فیلم ونیز در بخش مروری بر سینمای ایتالیا؛ نمایش داده شد.

## بازیگران
- لوئیجی تُسی: برتو
- باربارا کوستانووا: سیلوانا
- جانی ریتسو: سرجو
- کنستانس داولینگ: لوبیتزا
- الیو استاینر: مارتینی
- آنیتا فارا
- آتیلیو دوتزیو
- گوستاوو سرنا
- پینا پیووانی
- رایموندو وان ریل